# Indiana Jones and the Fate of Atlantis
Indiana Jones and the Fate of Atlantis (на български: „Индиана Джоунс и съдбата на Атлантида“) e компютърна приключенска игра, създадена от компанията LucasArts и излязла през 1992 г. Главен герой в нея е популярният учен-археолог от филмите на Стивън Спилбърг и Джордж Лукас – Индиана Джоунс (галено наричан и „Инди“ за по-кратко). Играта е седмата игра, което използва енджина SCUMM и е считана за едно от класическите заглавия в своя жанр. Дизайнери на играта са Хал Барууд и Ноа Фалстайн, а композитори на музиката – Клинт Баджакиан (Clint Bajakian), Питър МакКонъл (Peter McConnell) и Майкъл Ланд (Michael Land).
„Indiana Jones and the Fate of Atlantis“ впечатлява с отлични за времето си графични и звукови характеристики, но това, което предопределя маркетинговия ѝ успех, са характерният и за други игри на LucasArts интересен, задълбочен сценарий и чувство за хумор.
„Fate of Atlantis“ съдържа три различни начина, по които може да се достигне до успешен край – нещо, което я прави революционна за времето си. Така играчът може да избира между т.нар. Team Path („отборен път/курс“), Wits Path („път/курс на разума“) и Fists Path („път/курс на юмруците“). Първият начин включва друга основна героиня на играта – София Хепгуд, – като помощник на Индиана по пътя към решаването на загадките, които играта предлага; във втория Инди трябва сам да достига до правилните решения, осланяйки се единствено на своите ум и съобразителност, а третият съдържа по-лесни пъзели и – по подобие на филмите, посветени на д-р Джоунс – повече „екшън сцени“, в които главният герой решава повечето от проблемите си чрез физически сблъсъци с противниците си. Всеки един от трите „пътя“ към успешното завършване на играта е почти напълно различен спрямо останалите два, съдържайки различни герои, диалози, места и пъзели.
Играта е едно от малкото издания на LucasArts, в които е възможно главният герой да умре (другите са Maniac Mansion („Лудото/Маниашкото имение“), Zak McKracken („Зак МакКракен“), The Last Crusade („Последният кръстоносен поход“), както и едно специално издание на The Secret Of Monkey Island („Тайната на Острова на маймуните“ / „Тайната на Маймунския остров“)). Ако това се случи, на екрана излиза кратък епилог и точковият резултат, който играчът е постигнал. В повечето случаи обаче, играта „подсказва“ наличието на смъртна опасност.

## Сюжет
Внимание:  Текстът по-долу разкрива сюжета на произведението (или части от него)!
Годината е 1939 г., няколко месеца преди избухването на Втората световна война. По молба на мъж, представил се като „г-н Смит“, д-р Хенри „Индиана“ Джоунс-младши намира странен идол в хранилището на колежа „Барнет“ в Ню Йорк. Когато му го показва обаче, мистериозният непознат насочва пистолет към него, взима идола и избягва.
Заедно със своя добър приятел и колега, Маркъс Броуди, Инди открива, че „г-н Смит“ всъщност се казва д-р Клаус Кернер и е агент на немския нацистки Третия райх, който по някаква причина се интересува от разкопки в остров Исландия, на които Джоунс преди време е работил заедно с бившата си колежка София Хепгуд. Оказва се, че именно София, която е загубила интереса си към археологията и е станала екстрасенс, който изнася лекции за Атлантида в Ню Йорк, като влиза в контакт с духа на някогашен крал на изчезналия континент& – Нур-Аб-Сал, е следващата цел на Кернер.
Индиана се отправя към Ню Йорк, където намира София Хепгуд по време на един от нейните семинари. Двамата откриват, че Кернер ги е изпреварил и вече е успял да претършува стаята на София и да задигне всичките ѝ артефакти, освен една огърлица, с която тя никога не се разделя. Бившата археоложка обяснява, че нацистите са заинтересовани от тайните на Атлантида заради митичен метал – орикалкум, за който се твърди, че има повече енергия от урана. С цел да го използват за военни нужди, Вермахтът, заедно с Кернер и друг учен – д-р Ханс Юберман, са в търсене на легендарния елемент.
Ключът към откриването на Атлантида е изгубен труд на Платон, наречен „Хермократ“.
Инди и София се връщат в Исландия, където работещият там д-р Хеймдал ги насочва към други двама учени. В Тикал, Гватемала, те откриват професор Чарлз Стернхарт, който е превел „Хермократ“ на английски. Там, в пирамида на маите, д-р Джоунс открива гробница и каменен диск, който проф. Стернхарт разпознава като „Камък на света“ и впоследствие бяга с него през таен изход.
От друга страна, срещу подкуп, Филип Коста се съгласява да издаде къде точно се намира копие на „Хермократ“. Оказва се, че то е във вече познатия колеж „Барнет“, където преподава Индиана.
В ценния документ Инди и София откриват, че за да получат достъп до Атлантида, се нуждаят от три каменни диска – „Камъкът на света“ (вече откраднат от Стернхарт), „Слънчевият камък“ и „Лунният камък“. Според София, един от двама нейни познати – Ален Тротие от Монте Карло или Омар Ал-Джабар от Алжир – притежава един от трите диска.
Това е моментът, в който играчът е изправен пред избора кой от трите пътя към развръзката на приключението да избере.

### The Wits Path („Пътят на разума“)
Инди пристига в Монте Карло, където се среща с Тротие и заема неговата бизнес карта, с която да докаже пред известния търговец на антики – Омар Ал-Джабар, познанството си с него.
В Алжир обаче д-р Джоунс не успява да намери Омар, след като в неговия магазин намира единствено слугата му. Индиана проследява слугата до дома на Ал-Джабар, от който впоследствие открадва камила, няколко статуи и грубо начертана карта, която посочва местонахождението на немски разкопки, където нацистите са в търсене на артефакти от Атлантида. Яздейки камила и бягайки от граничните пустинни патрули, Индиана намира разкопките. Там той открива идол като този от самото начало на приключението, както и бележка, от която разбира, че нацистите са по петите на Ален Тротие в Монте Карло. Инди поправя изоставен при разкопките немски джип, с който се връща в Алжир, а оттам поема към Монако.
Пристигайки в Монте Карло, Джоунс опитва да предупреди Тротие, но е твърде късно и нацистите успяват да го отвлекат. След кратко преследване из улиците на града, Инди предизвиква катастрофа, в суматохата на която спасява Тротие. Последният му казва, че входът на изгубения град е на о-в Тира (Санторини, Гърция) и че по време на преследването е изхвърлил от колата „Слънчевия камък“, за да го предпази от немците. След кратко търсене из улиците д-р Джоунс успява да го намери и прибере.
В Тира Индиана се отправя към планините, които се намират на острова. Там той открива пещера, в която намира каменна резба, както и бележка от София, в която тя му съобщава, че е била отвлечена и отведена на нацистка подводница, пътуваща за о-в Крит. С подръчни материали Джоунс успява да направи своеобразен балон, с който се добира до подводницата. Там успява да убие един от немските лейтенанти и да вземе униформата му, с която необезпокояван може да се разхожда из подводницата. Така той успява да намери „Лунния камък“ и да предизвика пожар в предното торпедно отделение. Използвайки огъня като параван, Инди се измъква от подводницата през задното торпедно отделение и излиза на о-в Крит, където с помощта на „Слънчевия“ и „Лунния камък“ влиза в Лабиринта на Кносос, за който се споменава в Платоновия „Хермократ“.
Вътре д-р Джоунс открива трупа на проф. Стернхарт и взима от него „Камъка на света“. Също така той намира и стая с карта на изгубения град, която води до антично возило, подобно на метро и задвижвано с орикалкум. Влакът го отвежда до самия портал на Атлантида.

### The Fists Path („Пътят на юмруците“)
Инди пътува до Монте Карло и се среща с Тротие, като там взема неговата бизнес карта. Сетне заминава за Алжир и спасява Омар Ал-Джабар от немски войник. С картата и камилата, които взима от Омар, д-р Джоунс достига до археологическите разкопки и намира „Слънчевия камък“. След като открадва балон от пазача-нацист, той се отправя към Крит.
На о-в Крит Инди намира скрития в земята „Лунен камък“. С него и със „Слънчевия камък“ той успява да отвори Лабиринта на Кносос. Разчитайки на своята физическа сила и верния си камшик, д-р Джоунс успява да премине през няколко капана и нацистки пазачи, като у един от тях намира и „Камъка на света“. След това открива София и я спасява. Двамата намират изход от лабиринта и се отправят към Тира.
Там Инди и София наемат лодка, с която достигат до мястото, където според „Хермократ“ се намира Атлантида. Джоунс се гмурва под водата в търсене на входа към изгубения град, но в този момент пристига нацистка подводница, на чийто борд е и Кернер. Той отвлича София и оставя Инди под водата с въздух, достатъчен за едва 3 минути. Въпреки това Индиана в крайна сметка успява да намери входа точно навреме.

### The Team Path („Отборният път“)
Инди и София пътуват заедно до Монте Карло и с помощта на хитрост, както и на ясновидските „умения“ на София, успяват да отмъкнат
„Слънчевия камък“ от Тротие, преди да потеглят за Алжир и да намерят Омар Ал-Джабар. Последният има казва, че има немски разкопки някъде в пустинята и им дава грубо начертана карта с местонахождението им. Двойката приключенци открадват туристически балон, с който достигат до разкопките. Там те намират стенопис, който ги насочва към колония на Атлантида, намираща се на о-в Крит.
След като те използват „Хермократ“ на Платон при руините на Кносос, Инди и София намират скрития под земята „Лунен камък“. С помощта на двата каменни диска, двамата отварят Лабиринта. Там те намират тялото на д-р Стернхарт и взимат от него „Камъка на света“. След продължително търсене двамата откриват и стая с подробна карта-модел на Атлантида.
Междувременно, нацистка подводница достига до острова и немците влизат в лабиринта. Те отвличат София, взимат трите каменни диска и оставят Инди вътре, но той успява да се измъкне и да се добере до подводницата. Там бързо освобождава София и си възвръща притежанието на откраднатите дискове. След това съумява да закара подводницата до входа на Атлантида.
София отново е отвлечена при пристигането им в Атлантида.

### Атлантида
Трите „пътя“ се събират в този етап на играта.
След много изследвания, решавания на пъзели и сблъсъци с нацистки пазачи, Инди успява да спаси София от затвора, в който е отведена, и да се добере до втория кръг на Атлантида (която според Платон е изградена от три концентрични кръга). Там той разбира, че Нур-Аб-Сал е довел София до Атлантида посредством нейния медальон, с цел да си възвърне властта над своето кралство. Неговият дух обсебва София напълно, но д-р Джоунс използва възможността да унищожи зловещия накит, а с него и самия Нур-Аб-Сал, освобождавайки спътницата си от влиянието му.
Двамата продължават нататък и достигат до сърцето на града – голяма зала, пълна с лава и лабиринтообразни пътеки нагоре и надолу. Инди и София все пак успяват да се ориентират и достигат до центъра на Атлантида. В „Колоса“ – огромна машина, някога давала на жителите на Атлантида божествени сили, те са нападнати от засада от Кернер и Юберман. Кернер решава, че той заслужава честта да се трансформира в Бог и, базирайки се на десетична грешка в изчисленията на Платон, използва за машината само едно зърно орикалкум, вместо 10. Това го превръща в гротескно малко създание, което пада в лавата около платформата. След тази фатална трансформация Инди е принуден от Юберман да застане на платформата, за да бъде използван като опитна мишка за следващия експеримент.
Индиана Джоунс обаче успява да убеди Юберман да не го използва за своя експеримент, заплашвайки го с ужасно отмъщение, в случай че опитът се окаже успешен и Инди наистина стане Бог. Юберман използва 100 зърна орикалкум за устройството и застава на платформата. Машината го превръща в енергийно струпване, което експлодира и събужда заспалия от хилядолетия подводен вулкан. Докато градът се руши, Инди и София успяват да се измъкнат и да достигнат до подводницата, с която се отдалечават от гибелното място.
Ако д-р Джоунс не успее да убеди Юберман да не го използва за експеримента си, то самият Индиана се трансформира и експлодира, хващайки в капана на изригващия вулкан и рушещия се подводен град нацистите и София, като така всички те загиват.

### Алтернативен завършек
Ако Инди остави духа на Нур-Аб-Сал в София, или ако не я спаси от нацистите и продължи сам в най-вътрешния кръг на Атлантида, то вместо Юберман, последната и фатална трансформация е изпълнена именно от София/Нур-Аб-Сал. Юберман загива от експлозията, а Индиана успява да избяга, чудейки се защо София не го е послушала.

### Демонстрационна версия
Демонстративната (демо) версия на играта включва част от „Пътят на юмруците“, която започва на о-в Тира и завършва с влизането на Инди в Атлантида. Има само три разлики между това място в пълната версия и в демото. Инди започва играта само със своя камшик, „Хермократ“ на Платон, „Слънчевият камък“ и три зърна орикалкум. Ако д-р Джоунс остане под водата повече от три минути след похищението на Кернер, предсмъртния му вик не се появява, а играта регистрира грешка. Отварянето на портала на Атлантида със специалните камъни е заменено от просто вкарване на зърно орикалкум в статуята до вратата.

## Персонажи

### Главни герои

#### Положителни
Професор Хенри „Индиана“ Джоунс Младши(озвучаван от Дъг Лий) – главният герой, чиято роля взима играчът. Прочут професор-археолог, известен с авантюризма си, дълбокото познаване на историята и археологията и специфичното си облекло, включващо задължителни атрибути като мека шапка с периферия и камшик от биволска кожа.
София Хепгуд (озвучена от Джейн Джейкъбс) – известен екстрасенс и бивша колежка-археолог на Индиана Джоунс. Тя влиза в контакт с някогашен крал на Атлантида посредством античен медальон. Основен спътник и обект на любовта на Инди. На няколко пъти по време на играта играчът може влезе в нейната роля за кратко, в зависимост от „пътя“, който е избрал.

#### Отрицателни
Клаус Кернер – агент на Третия райх, Кернер е заинтересован от експлоатирането на мощта на Атлантида за военните цели на Нацистка Германия.
Д-р Ханс Юберман (озвучен от Ник Джеймисън) – немски ядрен физик, работещ върху произвеждането на бомби, обсебен от идеята за експлоатацията на мощта на Атлантида.

### Други герои
Маркъс Броуди – близък приятел и довереник на Индиана Джоунс. Появява се само в началната сцена на играта при първата среща на Инди с Кернер в колежа „Барнет“.
Биф – охранител на семинарите на София в Ню Йорк. Срещата (или избягването ѝ) на Инди с него загатва потенциалния избор на „път“ на играча.
Д-р Бьорн Хеймдал – археолог, работещ на разкопки в Исландия. Той насочва Инди и София към Стернхарт и Коста, а по-късно умира от замръзване, след като отказва да прекрати работата си дори и при минусови температури.
Д-р Чарлз Стернхарт – археолог и учен, превел изгубения труд на Платон „Хермократ“. Той се грижи за храм на маите в Тикал, откъдето избягва с „Камъкът на света“. По-късно Инди и София откриват тялото му в подземен лабиринт, където той умира от глад и изтощение, след като така и не успява да намери път навън.
Фелипе Коста – търговец на антики и информация, който живее на Азорските острови. Той издава на Инди и София местонахождението на „Хермократ“ от Платон.
Ален Тротие (озвучен от Дъг Лий) – бизнесмен и търговец от Монте Карло, който притежава „Камъкът на света“ (или в „Пътят на юмруците“ помага на Инди да се сдобие с него).
Омар Ал-Джабар – търговец от Алжир, който разполага с информация за Атлантида и за напредъка на нацистите в намирането ѝ. Неговата симпатия или антипатия към Джоунс зависи от това кой „път“ е избрал играчът.
Нур-Аб-Сал – някогашен крал на Атлантида, чийто дух влиза в контакт със София Хепгуд чрез специален медальон, който тя е открила в Исландия.

## Продукция
- Обложката на играта е изработена от Уилям Ийкън, главният художник на проекта, който е опитал да заимства стила на Дрю Стурзан, който е автор на няколко плаката, свързани с Индиана Джоунс от времето на филма „Индиана Джоунс и Храмът на обречените“.
- Играта е преиздадена на CD-ROM с пълно озвучаване през 1993 г.
- LucasArts издават и друга игра с името „Indiana Jones and the Fate of Atlantis: The Action Game“ („Индиана Джоунс и съдбата на Атлантида“), следваща същата фабула, но принадлежаща към жанра екшън приключение (action-adventure).
- Сюжетът на играта вдъхновява и комикси, дело на Уилям Меснър-Льобс и Дан Бари, издадени от компанията Dark Horse Comics.
- LucasArts са работили по версия на играта за конзолите Mega-CD/Sega-CD, но в крайна сметка прекратяват проекта, вероятно заради комерсиалния провал на версията за същата конзола на друго тяхно култово издание – „The Secret of Monkey Island“.

## Продължения
Във финалните надписи на играта е оповестена бъдещата поява на „може би доста по-млад Инди“, отнасяща се до „Хрониките на младия Индиана Джоунс“ – телевизионен сериал, проследяващ приключенията на Индиана като дете заедно с баща си, излъчван малко след излизането на играта „The Fate of Atlantis“.
Планираното продължение на играта – „Indiana Jones and the Iron Phoenix“ („Индиана Джоунс и Железният феникс“) – така и не излиза на пазара, след като от LucasArts прекратяват работата си по него през 1995 г.
През 1999 г. LucasArts най-после издават продължение на играта, което вече е в 3D вариант: „Indiana Jones and the Infernal Machine“ („Индиана Джоунс и адската машина“). Действието в нея се развива в самото начало на Студената война, през 1947 г., като отново включва София Хепгуд като спътница на Инди. По-късно, през 2003 г., се появява и „Indiana Jones and the Emperor's Tomb“ („Индиана Джоунс и гробницата на императора“), в която действието се развива през 1935 г., малко преди събитията във филма „Индиана Джоунс и Храмът на обречените“.
Озвученото издание на „The Fate of Atlantis“ излиза за платформата Steam на 8 юли 2009 г.
Към 2011 г. се работи по любителско продължение на играта („Indiana Jones and the Fate of Atlantis 2“ („Индиана Джоунс и съдбата на Атлантида 2“)). Информация за тази игра (и подробности около разработката ѝ) се намира на уебстраницата .

## Любопитни факти
- На няколко места в играта могат да бъдат забелязани препратки към оригиналната трилогия от филми за Индиана Джоунс: в подземието при алжирските разкопки има изображение на Кивота на Завета от „Похитителите на изчезналия кивот“, за което Инди отбелязва, че „го е виждал и преди“; на рафт в офиса на д-р Джоунс в колежа „Барнет“ може да бъде видян един от идолите на богинята Кали от „Индиана Джоунс и Храмът на обречените“; в една от залите в първия кръг на Атлантида има каменна чаша, за която Инди казва, че „със сигурност не е чашата на дърводелец“ – препратка към Свещения граал от „Индиана Джоунс и Последният кръстоносен поход“. Изразът „X marks the spot“ („Важното място е отбелязано с Х (хикс)“) от търсенето на един от каменните дискове на о-в Крит също е от този филм.
- В играта се срещат препратки и към други филми: докато разглежда предметите по рафтовете в своя кабинет в колежа „Барнет“, Инди намира писма, адресирани до баща му – Хенри Джоунс, за които споменава, че винаги започват с израза „Regarding Henry...“ („Относно/За Хенри“). Това е името на филм с участието на Харисън Форд от 1991 г. Друг филм, към който има препратка, е „Отнесени от вихъра“ от 1939 г. – в един от разговорите между Инди и София, той ѝ казва, че прилича на Виван Ли (главната актриса от филма), а тя му отвръща с „Frankly, Indy, I don't give a damn“ („Честно казано, Инди, не ми пука“) – леко изменен цитат на легендарната реплика от филма „Frankly, my dear, I don't give a damn“ („Честно казано, скъпа моя, не ми пука“).
- Логото на LucasArts може да бъде забелязано на няколко места по стените на лабиринта в Кносос.
- Един от предметите, който Омар Ал-Джабар предлага на Инди в „отборния път“ е бейзболна топка с автограф на известния американски бейзболист Лу Гериг. Когато д-р Джоунс огледа топката внимателно обаче, казва „подписана е от някакъв си Рон Джилбърт“. Всъщност Рон Джилбърт е създателят не сериите „Monkey Island“ и „Maniac Mansion“, както и на енджина SCUMM, използван за много от игрите на LucasArts от този период.